# Contell Glacier
Contell Glacier är en glaciär i Antarktis. Den ligger i Sydshetlandsöarna. Argentina, Chile och Storbritannien gör anspråk på området. Contell Glacier ligger 138 meter över havet.
Terrängen runt Contell Glacier är kuperad åt nordväst, men åt sydost är den bergig. Havet är nära Contell Glacier åt sydväst. Trakten är glest befolkad. Närmaste befolkade plats är St. Kliment Ohridski Base, 2,2 kilometer norr om Contell Glacier. 